# CodeAnalyst
AMD CodeAnalyst — профилировщик кода с поддержкой графического интерфейса пользователя, предназначенный для x86-совместимых машин. Несмотря на то, что CodeAnalyst разрабатывался только для работы с процессорами производства AMD, он также может ограниченно (без поддержки аппаратных событий) работать и с процессорами производства Intel. CodeAnalyst имеет схожий внешний вид и поведение как на платформе Linux, так и на платформе Microsoft Windows.

## Оптимизация кода
CodeAnalyst построен на основе OProfile для платформы linux и доступен для бесплатной загрузки. Графический интерфейс ориентирован на выполнение нескольких видов профилирования кода, включая профилирование на основе временных показателей, событий и др. Профилировщик выдаёт итоговый результат, в который входят различные показатели, как, например, время выполнения каждой подпрограммы, которые могут быть детализированы на уровне инструкций. Время, затраченное инструкциями, может указывать на всевозможные узкие места в конвейере при выполнении инструкций. Оптимизация кода может сопровождаться представлением этапов конвейера архитектуры x86 и графическим представлением симуляции конвейера, обеспечиваемым CodeAnalyst. Оптимизация может быть простой настолько, насколько может быть простое переупорядочивание (переназначение) инструкций или изменение/удаление команд перехода и циклов, благодаря чему как можно большее число исполнимых элементов (элементы загрузки/сохранения, АЛУ, элемент работы с плавающей запятой…) обрабатывается параллельно.